# Angiotermografia dinamica
L'angiotermografia dinamica o DATG (dall'inglese Dynamic Angiothermography) è una tecnica per la diagnostica del tumore al seno. Questa tecnica si avvale di uno strumento termografico in grado di registrare le variazioni di temperatura della vascolarizzazione della mammella dovute all'angiogenesi. Il principio su cui si basa questa metodologia è che sia possibile ottenere importanti informazioni sulla presenza di tumori e di lesioni precancerose studiando la vascolarizzazione.

## Storia
Negli anni '70 gli studi del Prof. J. Tricoire in Francia si concentrano sull'applicazione della termografia a contatto per lo screening del tumore al seno. Questi studi ebbero un esordio molto interessante poiché l'esame era assolutamente non invasivo (nessuna radiazione o farmaco da iniettare) e consisteva semplicemente nell'appoggiare lo strumento alla mammella e nell'analizzare l'immagine di calore che si formava. Purtroppo, con il tempo, si è visto che la tecnica dava origine a troppi falsi positivi (tumori diagnosticati non esistenti). Il principio su cui si basava la metodologia studiata dal Prof. J. Tricoire era la ricerca del calore generato dal tumore.
L'angiotermografia dinamica nasce più tardi, come evoluzione della termografia a contatto o termografia mammaria, facendo uso sempre di cristalli liquidi, ma con un rivelatore migliorato e in una concezione diversa. La differenza sta nell'identificare, piuttosto che il calore generato dal tumore, il calore dovuto alla vascolarizzazione della ghiandola mammaria. Il principio su cui ci si basa è che un tumore per nascere, svilupparsi e crescere ha bisogno di un forte afflusso di sangue (teoria dell'angiogenesi) e quindi l'immagine acquisita conterrà informazioni relative ad una modificata vascolarizzazione in presenza di un tumore. L'idea di base è che ogni donna ha la propria immagine termografica, che è come un'impronta digitale, e che l'alterazione di questa immagine è prova di una sospetta attività tumorale o pretumorale. L'importanza dell'influenza delle neoplasie nella vascolarizzazione fu evidenziata e studiata approfonditamente da Judah Folkman nelle sue ricerche sull'angiogenesi a partire dal 1965 e gli valse il Premio Wolf per la medicina nel 1992. Basandosi, quindi, su questa teoria, l'angiotermografia dinamica studia la vascolarizzazione ed è in grado di visualizzare tumori anche in stato precanceroso, la cui rimozione rimuove la causa del tumore.

## Procedura
La macchina con la quale si effettua questo esame è composta da due parti: la prima, mobile, è composta dal sensore termografico da appoggiare sulla mammella, la seconda è formata dalla base collegata ad un computer che ha il compito di registrare le immagini acquisite. Il sensore è una placca a cristalli liquidi, migliorato sia in sensibilità che in risoluzione spaziale, che registra la distribuzione del sangue a temperature tra 30° e 35°. Quando il sensore è appoggiato alla mammella il calore dovuto alla vascolarizzazione eccita gli atomi del cristallo che cambiano colore. Mentre nella termografia a contatto precedente il medico studiava il colore, nella nuova metodologia angiotermografica il medico studia la forma dell'immagine che si crea. In una mammella sana l'immagine formatasi è dovuta alla normale vascolarizzazione che si presenta come vari segni che risultano essere a punta in direzione del capezzolo. Nel caso di un tumore o anche di una lesione precancerosa compaiono segni che hanno forme arrotondate o che convergono da zone diverse della mammella per 'nutrire' il tumore. Quindi l'interpretazione dell'immagine si basa sulla morfologia.
La procedura standard prevede che si esamini prima la paziente clinicamente (visita con palpazione) e poi che si acquisiscano due proiezioni della mammella destra (laterale e frontale) e due della sinistra (laterale e frontale). Si scattano le foto digitali ed eventualmente si confrontano i risultati con altre foto termografiche acquisite in precedenza. Nel caso in cui ci siano evidenti vene superficiali si raffredda la mammella con uno strumento simile a un fon.

## Confronto con altre tecniche
Gli esami di riferimento per la diagnosi del tumore della mammella sono la mammografia e l'ecografia e, in casi particolari, può essere utile anche la risonanza magnetica nucleare. L'angiotermografia non è un esame che sostituisce gli altri esami, ma si pone in relazione ad essi come una tecnica che aggiunge ulteriori informazioni utili a chiarire il quadro clinico e migliorare la qualità della diagnosi.
La mammografia misura la differenza di densità dei tessuti all'interno del seno, è un esame che richiede una seppur bassa dose di radiazione che può dare informazioni utili a partire dai 40/45 anni di età a causa della forte densità della mammella nelle pazienti giovani. Inoltre è difficile visualizzare le lesioni precancerose con la mammografia. Le immagini mammografiche sono in grado di misurare quantitativamente le dimensioni del tumore esistente.
L'ecografia è un esame che si può applicare a donne di qualsiasi età, è in grado di misurare le dimensioni della neoplasia ed è in grado di differenziare i tessuti solidi dai liquidi. L'ecografia è per contro poco specifica (bassa specificità equivale a bassa capacità di dare risultato negativo nei soggetti sani) ma non richiede l'impiego di radiazioni.
La risonanza magnetica nucleare studia, come l'angiotermografia dinamica, la vascolarizzazione e dà informazioni per pazienti di tutte le età ma necessita del mezzo di contrasto ed è un esame decisamente costoso.
L'angiotermografia è una tecnica che non richiede radiazioni né farmaci tossici, può essere impiegata su pazienti di ogni età, ha una buona specificità ed è in grado di diagnosticare anche lesioni precancerose, pur non essendo in grado di misurare le dimensioni del tumore.

## Vantaggi e Svantaggi
L'angiotermografia dinamica è in grado di riconoscere il cancro della mammella, può essere impiegata anche per pazienti giovani, è una tecnica assolutamente non invasiva (non necessita di radiazioni né di mezzi di contrasto) ed è relativamente poco costosa. Questa tecnologia, di rapida esecuzione (5-6 minuti la visita) e molto precisa, può trovare impiego nello screening ed è anche in grado di rilevare le lesioni precancerose. Sono stati condotti studi che hanno mostrato come sia possibile per mezzo di questa metodologia diagnosticare sia il carcinoma duttale infiltrante che il carcinoma lobulare infiltrante con la stessa accuratezza, anche quando la mammografia ha difficoltà ad identificarlo. Un'altra applicazione è la possibilità di controllare terapie potenzialmente pericolose per la mammella quali la terapia ormonale sostitutiva (menopausa) e fecondazione in vitro.
Per contro, l'angiotermografia dinamica non è in grado di determinare la dimensione del tumore, ma piuttosto è una metodologia che indica la presenza di una lesione sospetta e la zona dove andare a cercarla. Infatti l'intensità e la dimensione dell'immagine acquisita con la DATG è correlata, non tanto alla forma e alla dimensione del tumore, ma quanto alla sua attività biologica (vedi teoria angiogenesi descritta sopra). L'esame angiotermografico non impiega radiazioni quindi può essere effettuato sia dal radiologo che dal medico chirurgo o oncologo, ma chiunque conduca l'esame deve essere addestrato a riconoscere e ad interpretare le immagini.